# Copa Heineken 2009-10
La Copa de Europa de rugby 2010, llamada también Copa Heineken según el nombre del patrocinador de la competición, reunió a los mejores clubes ingleses, escoceses, franceses, galeses, irlandeses e italianos.
Los equipos se enfrentaron en una primera fase de grupos en partidos « ida/vuelta » (6 partidos para cada uno de los equipos, con un total de 12 encuentros por grupo). El método de decisión de estas plazas fueron los puntos obtenidos por cada equipo, otorgando un número del 1 al 6 para el clasificado con mejor puntuación y el 7 y 8 para los 2 mejores segundos. Los cuartos de final se disputaron los 6 equipos que terminaron primeros de cada uno de sus respectivos grupos (más los 2 mejores segundos). 
Los encuentros de cuartos de final se definieron entonces de la siguiente manera: Equipo 1 contra equipo 8, equipo 2 contra equipo 7, equipo 3 contra equipo 6 y equipo 4 contra equipo 5. 
El sistema de puntos en la primera fase de grupos fue de acuerdo a 4 puntos por victoria, 2 por el empate, 0 por la derrota. Un sistema de "Bonus" permitió obtener 1 punto suplementario al equipo que consiga 4 ensayos o más en un partido y de igual forma 1 punto sería obtenido por el equipo que aún perdiendo lo haga por una diferencia de 7 puntos o menos.
El sorteo de la edición 2009-2010 tuvo lugar el 9 de junio de 2009 en París.
A partir de esta temporada, el reglamento sufre una variación por la que los tres mejores segundos que no se clasifican para los cuartos de final de la Heineken Cup, se clasifican directamente para los cuartos de final de la European Challenge Cup. Además, a partir de la siguiente temporada existirá una variación en la clasificación para la siguiente Heineken Cup, clasificándose directamente los ganadores tanto de la Challenge como de la Heineken ganando así una plaza más para sus países aparte de las que ya tenían aseguradas. Sin embargo, Inglaterra y Francia sólo podrán tener siete plazas a lo sumo, ya que tienen aseguradas seis; por tanto, si alguno de estos países gana ambas competiciones la plaza adicional pasará al mejor equipo del ranking que no se haya clasificado de cualquiera de las otras cinco naciones. Estos cambios provocan que para la temporada 2010-2011 no sea necesario el partido que enfrenta al peor galés y el tercer equipo italiano para conseguir la vigésimo cuarta plaza, ni que la vigésimo tercera sea decidida según cual fue el país que más lejos llegó en la edición anterior entre Francia, Inglaterra e Italia. Por tanto, los equipos se clasificarán según su clasificación en la competición doméstica dando 6 plazas para Francia e Inglaterra, 3 para Gales e Irlanda, 2 para Escocia e Italia y los otros dos equipos los ganarán para sus países los ganadores de esta edición de la Heineken Cup y Challenge Cup siempre y cuando Francia e Inglaterra no tengan más de 7 equipos.

## Primera fase

### Anotaciones
En las tablas de clasificación siguientes, las diferentes abreviaciones significan:
| - Pts: Puntos - PJ: Partidos Jugados - V: número de Victorias - E: número de Empates | - D: número de Derrotas - EM: número de Ensayos Marcados - EE: número de Ensayos Encajados - BO: puntos de Bonus Ofensivo | - BD: puntos de Bonus Defensivo - PM: número de Puntos Marcados - PE: número de Puntos Encajados - DP: Diferencia de Puntos |

## Equipos
Esta temporada participan siete equipos ingleses, ya que un equipo inglés, el Leicester Tigers, llegó más adelante en la competición de la temporada pasada que cualquier equipo francés o italiano.
Los otros países tienen su número habitual de participantes: Francia seis, Gales cuatro, Irlanda tres, Italia dos y Escocia dos.
| Inglaterra                                                                                            | Francia                                                               | Gales                                                                 | Irlanda                       | Escocia                        | Italia                             |
| --- | --------------------------------------------------------------------- | --------------------------------------------------------------------- | ----------------------------- | ------------------------------ | ---------------------------------- |
| - Gloucester - London Irish - Bath - Leicester Tigers - Sale Sharks - Harlequins - Northampton Saints | - Toulouse - Biarritz - Stade Français - Clermont - Perpignan - Brive | - Cardiff Blues - Llanelli Scarlets - Ospreys - Newport Gwent Dragons | - Leinster - Munster - Ulster | - Edinburgh - Glasgow Warriors | - Rugby Viadana - Benetton Treviso |

## Fase de grupos
El sorteo de la fase de grupos tuvo lugar el 9 de junio de 2009 en París. Este año, la nueva normativa clasifica a los tres mejores segundos que hayan sido eliminados a los cuartos de final de la Challenge Cup.
|  | Ganador de cada grupo, avanza a cuartos de final. Clasificado según número entre paréntesis                             |
|  | Los dos mejores segundos, avanzan a cuartos de final. Clasificado según número entre paréntesis                         |
|  | Los tres mejores eliminados, juegan los cuartos de final de la Challenge Cup. Clasificado según número entre paréntesis |
|  | Eliminados en la fase de grupos.                                                                                        |

### Grupo 1
| \| \| Equipo \| Puntos \| PJ \| V \| E \| D \| EM \| EE \| BO \| BD \| PM \| PE \| Dif \| \| - \| ----------------------- \| ------ \| -- \| - \| - \| - \| -- \| -- \| -- \| -- \| --- \| --- \| --- \| \| 1 \| Munster (1º) \| 24 \| 6 \| 5 \| 0 \| 1 \| 19 \| 10 \| 3 \| 1 \| 185 \| 94 \| +91 \| \| 2 \| Northampton Saints (8º) \| 19 \| 6 \| 4 \| 0 \| 2 \| 16 \| 8 \| 2 \| 1 \| 138 \| 104 \| +34 \| \| 3 \| USA Perpignan \| 11 \| 6 \| 2 \| 0 \| 4 \| 12 \| 10 \| 1 \| 2 \| 108 \| 123 \| -15 \| \| 3 \| Benetton Treviso \| 5 \| 6 \| 1 \| 0 \| 5 \| 7 \| 26 \| 0 \| 1 \| 68 \| 178 \| 110 \| |                         |        |    |   |   |   |    |    |    |    |     |     |     |
| | Equipo                  | Puntos | PJ | V | E | D | EM | EE | BO | BD | PM  | PE  | Dif |
| 1 | Munster (1º)            | 24     | 6  | 5 | 0 | 1 | 19 | 10 | 3  | 1  | 185 | 94  | +91 |
| 2 | Northampton Saints (8º) | 19     | 6  | 4 | 0 | 2 | 16 | 8  | 2  | 1  | 138 | 104 | +34 |
| 3 | USA Perpignan           | 11     | 6  | 2 | 0 | 4 | 12 | 10 | 1  | 2  | 108 | 123 | -15 |
| 3 | Benetton Treviso        | 5      | 6  | 1 | 0 | 5 | 7  | 26 | 0  | 1  | 68  | 178 | 110 |

### Grupo 2
| \| \| Equipo \| Puntos \| PJ \| V \| E \| D \| EM \| EE \| BO \| BD \| PM \| PE \| Dif \| \| - \| ------------------------ \| ------ \| -- \| - \| - \| - \| -- \| -- \| -- \| -- \| --- \| --- \| --- \| \| 1 \| Biarritz Olympique (2º) \| 23 \| 6 \| 5 \| 0 \| 1 \| 19 \| 8 \| 3 \| 0 \| 188 \| 97 \| +91 \| \| 2 \| Gloucester Rugby (CE 6º) \| 17 \| 6 \| 4 \| 0 \| 2 \| 12 \| 12 \| 1 \| 0 \| 119 \| 129 \| -10 \| \| 3 \| Glasgow Warriors \| 9 \| 6 \| 2 \| 0 \| 4 \| 5 \| 14 \| 0 \| 1 \| 120 \| 140 \| -20 \| \| 4 \| Newport Dragons \| 6 \| 6 \| 1 \| 0 \| 5 \| 12 \| 18 \| 0 \| 2 \| 108 \| 169 \| -61 \| |                          |        |    |   |   |   |    |    |    |    |     |     |     |
| | Equipo                   | Puntos | PJ | V | E | D | EM | EE | BO | BD | PM  | PE  | Dif |
| 1 | Biarritz Olympique (2º)  | 23     | 6  | 5 | 0 | 1 | 19 | 8  | 3  | 0  | 188 | 97  | +91 |
| 2 | Gloucester Rugby (CE 6º) | 17     | 6  | 4 | 0 | 2 | 12 | 12 | 1  | 0  | 119 | 129 | -10 |
| 3 | Glasgow Warriors         | 9      | 6  | 2 | 0 | 4 | 5  | 14 | 0  | 1  | 120 | 140 | -20 |
| 4 | Newport Dragons          | 6      | 6  | 1 | 0 | 5 | 12 | 18 | 0  | 2  | 108 | 169 | -61 |

### Grupo 3
| \| \| Equipo \| Puntos \| PJ \| V \| E \| D \| EM \| EE \| BO \| BD \| PM \| PE \| Dif \| \| - \| ------------------ \| ------ \| -- \| - \| - \| - \| -- \| -- \| -- \| -- \| --- \| --- \| ---- \| \| 1 \| ASM Clermont (5º) \| 21 \| 6 \| 4 \| 0 \| 2 \| 24 \| 11 \| 3 \| 2 \| 201 \| 120 \| +81 \| \| 2 \| Ospreys Rugby (7º) \| 20 \| 6 \| 4 \| 1 \| 1 \| 21 \| 11 \| 2 \| 0 \| 188 \| 121 \| +67 \| \| 3 \| Leicester Tigers \| 18 \| 6 \| 3 \| 1 \| 2 \| 23 \| 10 \| 3 \| 1 \| 187 \| 123 \| +64 \| \| 4 \| Viadana \| 0 \| 6 \| 0 \| 0 \| 6 \| 6 \| 42 \| 0 \| 0 \| 83 \| 295 \| -212 \| |                    |        |    |   |   |   |    |    |    |    |     |     |      |
| | Equipo             | Puntos | PJ | V | E | D | EM | EE | BO | BD | PM  | PE  | Dif  |
| 1 | ASM Clermont (5º)  | 21     | 6  | 4 | 0 | 2 | 24 | 11 | 3  | 2  | 201 | 120 | +81  |
| 2 | Ospreys Rugby (7º) | 20     | 6  | 4 | 1 | 1 | 21 | 11 | 2  | 0  | 188 | 121 | +67  |
| 3 | Leicester Tigers   | 18     | 6  | 3 | 1 | 2 | 23 | 10 | 3  | 1  | 187 | 123 | +64  |
| 4 | Viadana            | 0      | 6  | 0 | 0 | 6 | 6  | 42 | 0  | 0  | 83  | 295 | -212 |

### Grupo 4
| \| \| Equipo \| Puntos \| PJ \| V \| E \| D \| EM \| EE \| BO \| BD \| PM \| PE \| Dif \| \| - \| ------------------- \| ------ \| -- \| - \| - \| - \| -- \| -- \| -- \| -- \| --- \| --- \| --- \| \| 1 \| Stade Français (6º) \| 18 \| 6 \| 4 \| 0 \| 2 \| 11 \| 7 \| 1 \| 1 \| 127 \| 92 \| +35 \| \| 2 \| Ulster \| 17 \| 6 \| 4 \| 0 \| 2 \| 11 \| 6 \| 0 \| 1 \| 127 \| 94 \| +33 \| \| 3 \| Edinburgh \| 13 \| 6 \| 3 \| 0 \| 3 \| 3 \| 10 \| 0 \| 1 \| 61 \| 97 \| -36 \| \| 4 \| Bath Rugby \| 7 \| 6 \| 1 \| 0 \| 5 \| 6 \| 7 \| 0 \| 3 \| 84 \| 116 \| -32 \| |                     |        |    |   |   |   |    |    |    |    |     |     |     |
| | Equipo              | Puntos | PJ | V | E | D | EM | EE | BO | BD | PM  | PE  | Dif |
| 1 | Stade Français (6º) | 18     | 6  | 4 | 0 | 2 | 11 | 7  | 1  | 1  | 127 | 92  | +35 |
| 2 | Ulster              | 17     | 6  | 4 | 0 | 2 | 11 | 6  | 0  | 1  | 127 | 94  | +33 |
| 3 | Edinburgh           | 13     | 6  | 3 | 0 | 3 | 3  | 10 | 0  | 1  | 61  | 97  | -36 |
| 4 | Bath Rugby          | 7      | 6  | 1 | 0 | 5 | 6  | 7  | 0  | 3  | 84  | 116 | -32 |

### Grupo 5
| \| \| Equipo \| Puntos \| PJ \| V \| E \| D \| EM \| EE \| BO \| BD \| PM \| PE \| Dif \| \| - \| --------------------- \| ------ \| -- \| - \| - \| - \| -- \| -- \| -- \| -- \| --- \| --- \| --- \| \| 1 \| Stade Toulousain (3º) \| 23 \| 6 \| 5 \| 0 \| 1 \| 13 \| 9 \| 2 \| 1 \| 143 \| 92 \| +51 \| \| 2 \| Cardiff Blues (EC 5º) \| 18 \| 6 \| 4 \| 0 \| 2 \| 14 \| 9 \| 1 \| 1 \| 149 \| 104 \| +45 \| \| 3 \| Sale Sharks \| 15 \| 6 \| 3 \| 0 \| 3 \| 15 \| 16 \| 1 \| 2 \| 126 \| 153 \| -27 \| \| 4 \| Harlequins \| 2 \| 6 \| 0 \| 0 \| 6 \| 12 \| 20 \| 0 \| 2 \| 112 \| 161 \| -49 \| |                       |        |    |   |   |   |    |    |    |    |     |     |     |
| | Equipo                | Puntos | PJ | V | E | D | EM | EE | BO | BD | PM  | PE  | Dif |
| 1 | Stade Toulousain (3º) | 23     | 6  | 5 | 0 | 1 | 13 | 9  | 2  | 1  | 143 | 92  | +51 |
| 2 | Cardiff Blues (EC 5º) | 18     | 6  | 4 | 0 | 2 | 14 | 9  | 1  | 1  | 149 | 104 | +45 |
| 3 | Sale Sharks           | 15     | 6  | 3 | 0 | 3 | 15 | 16 | 1  | 2  | 126 | 153 | -27 |
| 4 | Harlequins            | 2      | 6  | 0 | 0 | 6 | 12 | 20 | 0  | 2  | 112 | 161 | -49 |

### Grupo 6
| \| \| Equipo \| Puntos \| PJ \| V \| E \| D \| EM \| EE \| BO \| BD \| PM \| PE \| Dif \| \| - \| ------------------------- \| ------ \| -- \| - \| - \| - \| -- \| -- \| -- \| -- \| --- \| --- \| ---- \| \| 1 \| Leinster (4º) \| 22 \| 6 \| 4 \| 1 \| 1 \| 19 \| 6 \| 3 \| 1 \| 154 \| 60 \| +94 \| \| 2 \| Llanelli Scarlets (EC 7º) \| 17 \| 6 \| 4 \| 0 \| 2 \| 12 \| 20 \| 1 \| 0 \| 116 \| 147 \| -31 \| \| 3 \| London Irish \| 17 \| 6 \| 3 \| 1 \| 2 \| 16 \| 8 \| 2 \| 1 \| 140 \| 94 \| +46 \| \| 4 \| Brive \| 1 \| 6 \| 0 \| 0 \| 6 \| 7 \| 20 \| 0 \| 1 \| 68 \| 177 \| -109 \| |                           |        |    |   |   |   |    |    |    |    |     |     |      |
| | Equipo                    | Puntos | PJ | V | E | D | EM | EE | BO | BD | PM  | PE  | Dif  |
| 1 | Leinster (4º)             | 22     | 6  | 4 | 1 | 1 | 19 | 6  | 3  | 1  | 154 | 60  | +94  |
| 2 | Llanelli Scarlets (EC 7º) | 17     | 6  | 4 | 0 | 2 | 12 | 20 | 1  | 0  | 116 | 147 | -31  |
| 3 | London Irish              | 17     | 6  | 3 | 1 | 2 | 16 | 8  | 2  | 1  | 140 | 94  | +46  |
| 4 | Brive                     | 1      | 6  | 0 | 0 | 6 | 7  | 20 | 0  | 1  | 68  | 177 | -109 |

## Fase Final
El sorteo para las semifinales tuvo lugar el 24 de enero de 2010 en París
Los 6 primeros y los 2 mejores segundos se clasifican para los cuartos de final que tendrán lugar durante el mes de abril de 2010. 
El orden de los 8 equipos clasificados para los enfrentamientos de cuartos de final es: 
| Rang | Clubs              | Pts | EM |
| 1    | Munster            | 24  | 19 |
| 2    | Biarritz Olympique | 23  | 19 |
| 3    | Stade Toulousain   | 23  | 13 |
| 4    | Leinster Rugby     | 22  | 19 |
| 5    | ASM Clermont       | 21  | 24 |
| 6    | Stade Français     | 18  | 11 |
| 7    | Ospreys Rugby      | 20  | 21 |
| 8    | Northampton Saints | 19  | 16 |

### Cuadro
|  | Cuartos de final      | Cuartos de final |                  |                    | Semifinales | Semifinales |  |                    | Final | Final |  |
|  |                       |                  |                  |                    |             |             |  |                    |       |       |  |
|  |                       |                  |                  |                    |             |             |  |                    |       |       |  |
|  | Biarritz Olympique    | 29               |                  |                    |             |             |  |                    |       |       |  |
|  | Biarritz Olympique    | 29               |                  |                    |             |             |  |                    |       |       |  |
|  | Ospreys Rugby         | 28               |                  |                    |             |             |  |                    |       |       |  |
|  | Ospreys Rugby         | 28               |                  | Biarritz Olympique | 18          |             |  |                    |       |       |  |
|  |                       |                  |                  | Biarritz Olympique | 18          |             |  |                    |       |       |  |
|  |                       |                  | Munster Rugby    | 7                  |             |             |  |                    |       |       |  |
|  | Munster Rugby         | 33               | Munster Rugby    | 7                  |             |             |  |                    |       |       |  |
|  | Munster Rugby         | 33               |                  |                    |             |             |  |                    |       |       |  |
|  | Northampton Saints    | 19               |                  |                    |             |             |  |                    |       |       |  |
|  | Northampton Saints    | 19               |                  |                    |             |             |  | Biarritz Olympique | 19    |       |  |
|  |                       |                  |                  |                    |             |             |  | Biarritz Olympique | 19    |       |  |
|  |                       |                  | Stade Toulousain | 21                 |             |             |  |                    |       |       |  |
|  | Stade Toulousain      | 40               | Stade Toulousain | 21                 |             |             |  |                    |       |       |  |
|  | Stade Toulousain      | 40               |                  |                    |             |             |  |                    |       |       |  |
|  | Stade Français        | 16               |                  |                    |             |             |  |                    |       |       |  |
|  | Stade Français        | 16               |                  | Stade toulousain   | 23          |             |  |                    |       |       |  |
|  |                       |                  |                  | Stade toulousain   | 23          |             |  |                    |       |       |  |
|  |                       |                  | Leinster Rugby   | 16                 |             |             |  |                    |       |       |  |
|  | Leinster Rugby        | 29               | Leinster Rugby   | 16                 |             |             |  |                    |       |       |  |
|  | Leinster Rugby        | 29               |                  |                    |             |             |  |                    |       |       |  |
|  | ASM Clermont Auvergne | 28               |                  |                    |             |             |  |                    |       |       |  |
|  | ASM Clermont Auvergne | 28               |                  |                    |             |             |  |                    |       |       |  |
|  |                       |                  |                  |                    |             |             |  |                    |       |       |  |

| Bandera de Francia       |
| Campeón Stade Toulousain |
| Cuarto título            |